# Mussaenda grandiflora
Mussaenda grandiflora är en måreväxtart som beskrevs av George Bentham. Mussaenda grandiflora ingår i släktet Mussaenda och familjen måreväxter. Inga underarter finns listade i Catalogue of Life.